# Ociroe (figlia di Chirone)

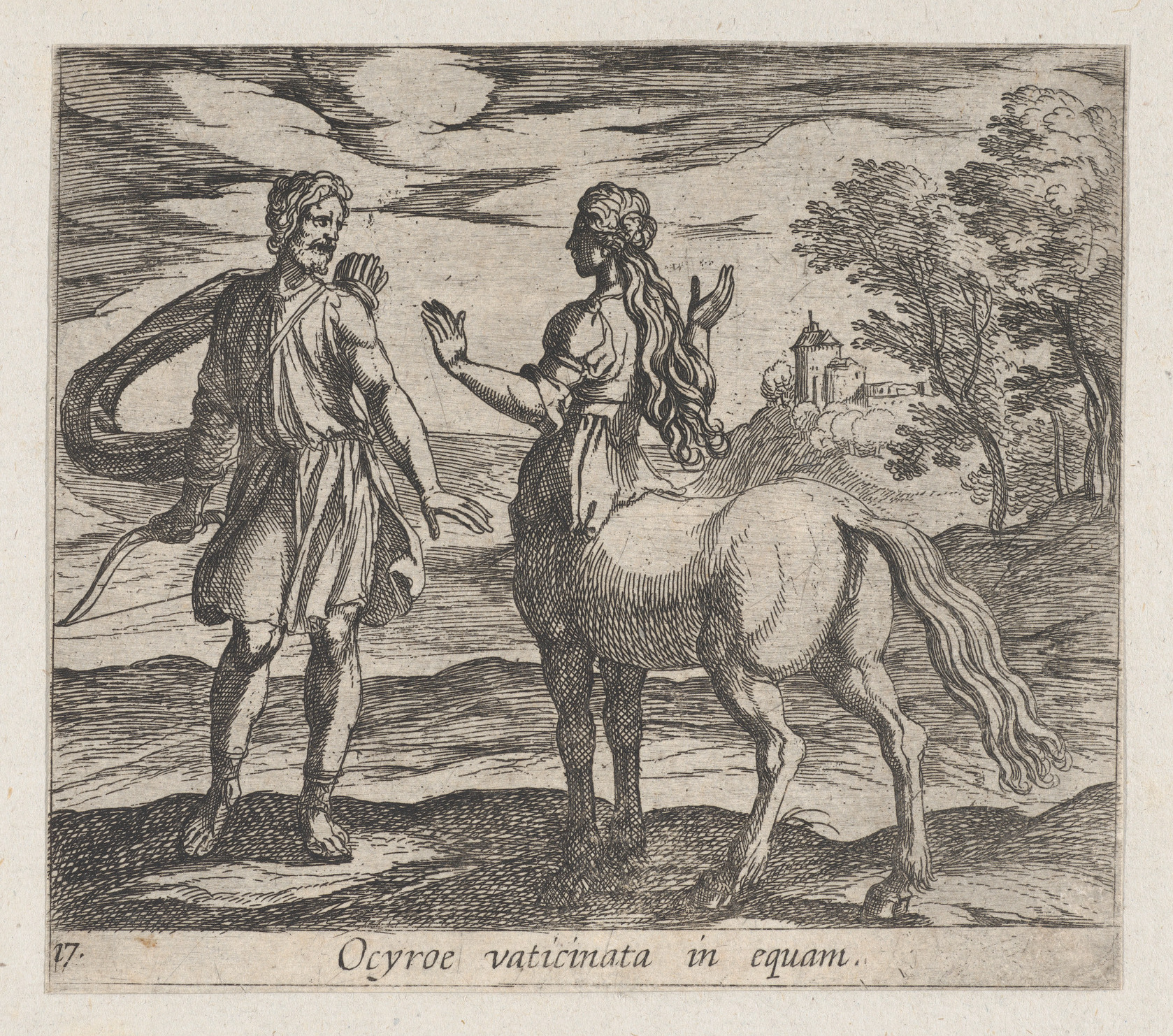
Antonio Tempesta, Ociroe trasformata in cavalla

Nella mitologia greca, Ociroe fu una figlia del centauro Chirone e della ninfa Cariclo: era nata sulle rive di un ruscello. Ebbe il dono della divinazione, e si lasciò sfuggire la rivelazione delle vicende segrete legate al futuro di Asclepio. Per punizione, venne trasformata in cavalla.